# Richert Hendrichsson
Richert Hendrichsson (Henrichssoon, Hendrichszoon), var en konterfejare troligen av nederländsk börd.
Hendrichsson var verksam i Stockholm 1665–1671 och utförde då ett flertal porträtt. Han målade bland annat ett porträtt av Carl Wrangel 1665 som senare ingick i Christian Hammers konstsamling som såldes på auktion i Köln 1893. För Tyska kyrkan i Stockholm målade han ett porträtt av biskop Johan Pfeiff och för Domkapitlet i Linköping ett porträtt av Samuel Gyllenadler. 